# Wólka Jagielczyńska
Wólka Jagielczyńska – wieś w Polsce położona w województwie łódzkim, w powiecie tomaszowskim, w gminie Czerniewice.
Wieś położona jest przy trasie ekspresowej S8. 75 km od Warszawy, 10 km od Rawy Mazowieckiej i 25 km od Tomaszowa Mazowieckiego.
W latach 1975–1998 miejscowość administracyjnie należała do województwa piotrkowskiego.